# Каменик
 Тази статия е за селото в България.  За селото във Воденско, Гърция вижте Каменик (дем Въртокоп).  
Каменик е село в Западна България. То се намира в община Бобошево, област Кюстендил. На 10 км югозападно от гр. Дупница.

## География
Село Каменик се намира в полупланински район.

## Население
Численост и дял на етническите групи според преброяването на населението през 2011 г.:
|                     | Численост | Дял (в %) |
| Общо                | 15        | 100,00    |
| Българи             | 15        | 100,00    |
| Турци               | 0         | 0,00      |
| Цигани              | 0         | 0,00      |
| Други               | 0         | 0,00      |
| Не се самоопределят | 0         | 0,00      |
| Неотговорили        | 0         | 0,00      |

## Културни и природни забележителности
Най-старата църква в Кюстендилския окръг се намира в село Каменик. Тя е полуразушена и се намира в областта на гробищния парк в селото. Името на църквата е „Св. Иван Рилски“.

## Редовни събития
Редовно събитие в село Каменик е традиционният Илинденски събор, който се провежда всяка година в село Каменик винаги в събота около Илинден и се отбелязва с курбан за здраве.